# Erik Lindgren (trädgårdsman)
Lars Erik Lindgren, född den 2 februari 1828 i Balingsta socken, död den 17 november 1911 i Salems församling, var en svensk trädgårdsman.
Lindgren var föreståndare för Lantbruksakademins trädgårdsavdelning vid Experimentalfältet 1863–1900. Han utövade en betydelsefull verksamhet på trädgårdsskötselns område genom att införa nya odlingsmetoder, pröva värdet av äldre och nyare trädgårdsväxter och själv dra upp nya sådana. Av största betydelse torde dock hans populärt litterära verksamhet ha varit. Han utgav bland annat den för sin tid utmärkta Tidning för trädgårdsodlare (1862–1900) och tillsammans med Axel Pihl och Georg Löwegren Handbok i svenska trädgårdsskötseln (1872–1884). Lindgren var från 1863 gift med Johanna Fredrika Torstensdotter (1840–1922). Makarna är är gravsatta på Norra begravningsplatsen utanför Stockholm.